# Cyclisme aux Jeux africains de 2003
Navigation
1999 2007
Les compétitions de cyclisme aux Jeux africains de 2003 ont lieu en octobre 2003 à Abuja au Nigeria.

## Médaillés

### Hommes
| Épreuve          | Or              | Argent          | Bronze            |
| ---------------- | --------------- | --------------- | ----------------- |
| Course en ligne  | Malcolm Lange   | Jeremy Maartens | Karim Dali-Youcef |
| Contre-la-montre | Jeremy Maartens | Erik Hoffmann   | Hedson Mathieu    |

### Femmes
| Épreuve          | Or           | Argent          | Bronze          |
| ---------------- | ------------ | --------------- | --------------- |
| Course en ligne  | Elsa Karsten | Engela Conradie | Altie Pienaar   |
| Contre-la-montre | Ego Uzoho    | Altie Pienaar   | Engela Conradie |

## Tableau des médailles
| Rang  | Nation         | Or | Argent | Bronze | Total |
| ----- | -------------- | -- | ------ | ------ | ----- |
| 1     | Afrique du Sud | 3  | 3      | 2      | 8     |
| 2     | Nigeria        | 1  | 0      | 0      | 1     |
| 3     | Namibie        | 0  | 1      | 0      | 1     |
| 4     | Algérie        | 0  | 0      | 1      | 1     |
| 4     | Seychelles     | 0  | 0      | 1      | 1     |
| Total | Total          | 4  | 4      | 4      | 12    |